# Theodor Ehemann
Theodor Ehemann (* 11. Januar 1869 in Münsingen; † 31. Juli 1943 in Schwäbisch Gmünd) war ein württembergischer Oberamtmann, der verschiedenen Oberämtern vorstand.
Der Sohn eines Gymnasialdirektors studierte von 1886 bis 1891 Kameralwissenschaft und Regiminalwissenschaft an der Universität Tübingen. Während seines Studiums wurde er Mitglied der Studentenverbindung A.V. Virtembergia zu Tübingen. Nach dem zweiten Staatsexamen war er ab 1893 als Regierungsassessor an verschiedenen Oberämtern, bevor er 1898 Amtmann beim Oberamt Balingen wurde. 1901 kam er zum Oberamt Heilbronn, wo er 1906 Oberamtmann wurde, jedoch 1907 zur Regierung des Neckarkreises in Ludwigsburg wechselte. Von 1908 bis 1915 stand er dem Oberamt Laupheim vor, von 1915 bis 1919 dem Oberamt Rottweil. 1919 übernahm er die Leitung des Oberamts Heilbronn, wo er ab 1928 den neu eingeführten Titel Landrat statt Oberamtmann trug. 1933 trat er in den Ruhestand und zog 1939 nach Schwäbisch Gmünd. Im Zweiten Weltkrieg wurde er zeitweilig aus dem Ruhestand zurückberufen und war 1941/42 Stellvertreter der Landräte von Aalen, Tuttlingen, Horb, Rottweil, Calw und Ulm. Von Juli 1942 bis März 1943 stand er sogar nochmals im Beamtenverhältnis als Vertreter des Landrats von Vaihingen.